# 安圭拉人口
这篇文章是关于安圭拉的人口特征，包括人口密度、种族、教育水平、民众健康、经济地位、宗教信仰和人口的其他方面。

## 人口
安圭拉人口在2018年的人口估计为14,731人。在这里72%的人口是安圭拉人种，其余的28%则是是非安圭安人（2001年人口普查）。在非安圭安人口中，有许多是美国、联合王国、圣基茨和尼维斯、多米尼加共和国、牙买加和尼日利亚的公民。
在2006年和2007年这两年内，大量的中国、印度以及墨西哥工人涌入，这是由于当地人口劳动人口数量不足，无法满足当地的劳动力需求，他们因此被作为旅游开发项目的劳动力引进。